# کوی‌سنجق

شهر کوی‌سنجق در دههٔ شصت میلادی.

کوی سَنجَق (به کردی: کۆیه‎) (به عبری: כוי סנג’ק) کردی: کۆیه, (به سریانی: ܟܘܝܐ‎) یکی از شهرهای عراق است. این شهر در شهرستان کوی‌سنجق در استان اربیل و در دامنه کوهستان هیبت‌سلطان واقع شده‌است.
در سال ۱۹۸۶ حکومت بعث عراق در جهت سیاست ضد کردی خود، هر دو محلهٔ گرده‌شین و حماموک شهر کوی‌سنجق را ویران و ساکنان آن را منتقل کرد.
در سال ۱۹۸۸ حکومت بعث، شهرستان کوی‌سنجق را از درجه شهرستان به بخش تنزل داد. پس از آن نیز آن را تبدیل به روستا کرد و نام عمر بن خطاب بر آن نهادند.
در سال۱۹۴۶ عده زیادی به خاطر برگزاری آیین‌های نوروزی در این شهرکشته شده‌اند.